# Lingua dari
Il dari è una variante della lingua persiana diffusa in Afghanistan. Membro della sottofamiglia dell’iranico sudoccidentale, il dari è strettamente imparentato anche con lingue appartenenti al gruppo nordoccidentale del gruppo iranico come il curdo, il baluchi e il gilaki. Circa un terzo della popolazione dell'Afghanistan (intorno ai dodici milioni) parla la lingua. Il dari è parlato anche da un totale di due milioni e mezzo di persone in Iran, Pakistan e regioni limitrofe.

## Etimologia
Il significato originario della parola darī è riportato in un testo attribuito a Ebn al-Moqaffaʿ (Ebn al-Nadīm, ed. Tajaddod, p. 15; Khᵛārazmī, Mafātīḥ al-ʿolūm, pp. 116-17; Ḥamza Eṣfahānī, pp. 67-68; Yāqūt, Boldān IV, p. 846). Questo testo, che probabilmente rifletteva la situazione linguistica della Persia alla fine del periodo sasanide, menziona i termini pahlavī, letteralmente, "la lingua dei Parti" (o dei dialetti che ne derivarono), pārsī e darī. Secondo Ebn al-Moqaffaʿ il darī era la lingua delle città di Madāʾen, parlata da coloro che si trovavano alla corte del re. Inoltre l’autore menziona che, tra le lingue del popolo di Khorasan e dell'est, la lingua del popolo di Balkh era predominante. 
Questo estratto ha dato luogo a molte discussioni. L'etimologia data per il nome è chiara: deriva dalla parola “dar” (corte, lett., "cancello", poi successivamente in persiano moderno “casa”). Il dari era quindi la lingua della corte e della capitale, Ctesifonte. D'altra parte, è altrettanto chiaro da questo brano che il darī era in uso anche nella parte orientale dell'impero, nel Khorasan, dove è noto che nel corso del periodo sasanide il persiano soppiantò gradualmente il partico. Il passaggio suggerisce quindi che darī fosse in realtà una forma di persiano, la lingua comune della Persia.
Sulla base del rapporto di Moqaddasī secondo cui il darī era la lingua della cancelleria a Bukhara, si è pensato che fosse fin dall'inizio una sorta di persiano formale. Khānlarī avanzò l'ipotesi che il darī fosse stato lingua ufficiale e amministrativa della corte sasanide, fosse stato stabilito a est dai funzionari del regno sasanide, e fosse così diventato la lingua della cancelleria del Khorasan. Non c'è dubbio, tuttavia, che la lingua ufficiale e amministrativa dei Sasanidi non fosse il darī ma il persiano medio (il cosiddetto pahlavi). Il racconto di Ebn al-Moqaffaʿ indica chiaramente che il darī era una lingua parlata ed è ovviamente come lingua parlata che si diffuse ad est.
Nuove informazioni sulla dialettologia della Persia all'inizio del periodo islamico consentono ora una comprensione più chiara. È noto che antichi testi giudeo-persiani, probabilmente originari della Persia meridionale, rappresentano dialetti locali nettamente diversi da quelli del Khorasan e della Transoxania, da cui si sviluppò originariamente il persiano letterario. La recente scoperta a Mašhad di un manoscritto del Qorʾān-e Qods, traduzione del Corano in un dialetto persiano imparentato con il giudeo-persiano antico, conferma l’importanza di dettagli già noti di quest'ultimo. L'opera apparentemente ebbe origine nel Sīstān nell'XI secolo. 
Una delle caratteristiche più interessanti comuni a questo Qorʾān e al primo giudeo-persiano è l'abbondanza di parole ben note nel medio persiano letterario e sconosciute nel nuovo persiano letterario, prova del fatto che vi erano differenze importanti tra la lingua comune parlata nel sud e quello in uso al nord. La prima, rappresentata dal medio persiano letterario, conservava gran parte della sua forma antica; la seconda si era evoluto dalla stessa lingua persiana, che si era diffusa in tutto il nord, ma manifestava l'influenza dei dialetti che aveva soppiantato, in particolare il partico. Si è quindi discostata notevolmente dalla forma originale. Entrambi erano chiamati pārsī (persiano), ma è molto probabile che la lingua del nord, cioè il persiano usato nell'ex territorio dei Parti e anche nella capitale sasanide, fosse distinta dalla sua analoga da un nuovo nome, darī ([ lingua] del tribunale). Fu naturale, quindi, che parecchi secoli dopo il persiano letterario, basato sulla parlata nord orientale, recasse lo stesso nome.

## Storia
ll Tarikh-i Adabiyat-i Afghanistan di Muhammad Haidar Zhubal (storico afgano m. 1959) si è rivelato significativo nel processo di generazione e rafforzamento dell'idea che la terra dell'Afghanistan - precedentemente chiamata Khurasan - fosse il luogo di nascita di quello che è generalmente considerato il rinascimento letterario persiano dopo la conquista islamica dei territori in cui si parlava la lingua persiana.
L'Afghanistan", scrive Zhubal, "aveva le sue radici nella famiglia linguistica indoeuropea" e il territorio in cui sono emerse queste lingue era la terra conosciuta come Aryana Vaeja, (lett. dentro e intorno le “parti settentrionali dell'Aryana o dell'Afghanistan nella Bactriana”.
Zhubal ci tiene a sottolineare la centralità dell'Afghanistan - "su entrambi i lati delle montagne dell'Hindu Kush" - come luogo di nascita e punto di origine sia delle antiche lingue indiane (sanscrito vedico) che delle lingue iraniane (avestico). Leggende, poemi epici e racconti semi-storici composti in lingue vediche e avestiche ebbero un impatto duraturo sulla storia della letteratura in Afghanistan. Nello specifico, ebbero un impatto sia sul Pahlavi dei Parti che sul Pahlavi dei Sasanidi - una distinzione di importanza centrale per il discorso della storia letteraria in Afghanistan - che, a sua volta, influenzò la produzione, a partire dal terzo secolo dopo l'avvento dell'Islam, di diversi Shahnamè in dari nella regione del Khurasan, principalmente in città dell'Afghanistan come Balkh e Ghazna.
Vale la pena sottolineare che Zhubal distingue tra il “pahlavi dei Parti” (che chiama anche pahlavi "settentrionale") e il “pahlavi sasanide” (o pahlavi "meridionale"). "Il pahlavi partico era la lingua del Khurasan (cioè l'Afghanistan), mentre il pahlavi sasanide era la lingua della regione del Fars". Dei due, “il primo ha avuto un impatto significativo sul secondo [il pahlavi sasanide]. Il pahlavi partico (chiamato anche parthawi) era la lingua della maggior parte degli abitanti dell'Afghanistan almeno fino al III secolo d.C
Il Parthawi esisteva nell'Afghanistan nord-occidentale e occidentale, tuttavia, è stato il Pahlavi sasanide, a causa del suo legame con la regione del Fars e della connessione con l’appellativo “farsi” (cioè persiano), ad essere stato a lungo visto - erroneamente, secondo a Zhubal e molti altri letterati in Afghanistan- come precursore della lingua e della letteratura persiana.
Storicamente, nel momento in cui la lingua Parthawi dominava l'Afghanistan, il potere imperiale Kushan (impero esteso tra il I e il III sec. d.C. dal Tagikistan al Mar Caspio e all’Afghanistan fino alla valle del Gange) stava subendo un rapido declino. Questa situazione ha aperto la strada all'espansione del dominio sasanide verso est nelle regioni settentrionali e occidentali dell'Afghanistan. Poco dopo, il Pahlavi sasanide (cioè "meridionale") fece incursione in Afghanistan. Sebbene il pahlavi sasanide non sia diventato la lingua comune del paese, la sua confluenza con il parthawi influenzò la lingua dari. Al tempo dell'avvento dell'Islam nel VII secolo d.C., l'influenza del Pahlavi in Afghanistan si era sufficientemente diffusa, al punto che poeti e scrittori utilizzarono materiali Pahlavi per comporre vari Gushtaspnamè, Shahnamè, ecc. in lingua dari. Anche se non è del tutto chiaro quanto il dari fosse imparentato con il pahlavi sasanide, la sua stretta affinità con pahlavi partico (Parthawi), da cui ha assimilato molte parole, era fuor di dubbio. Inoltre, la struttura del dari aveva una stretta affinità con lingue come il sogdiano e il tukhari, “lingue diffuse sulle rive del fiume Amu (Oxus) nella Bactriana e in Transoxiana diversi secoli prima della venuta dell'Islam.
Il punto principale della trattazione di Zhubal è che, anche se il pahlavi sasanide sembrava essere più antico del dari, "non si può dire che la lingua dari sia emersa dopo la scomparsa [post-islamica] del pahlavi sasanide. In altre parole, il dari non è succeduto al pahlavi ma, piuttosto, il pahlavi e il dari erano due lingue che esistevano in parallelo rispettivamente in Fars e in Afghanistan. In una specifica congiuntura storica, i due si sono inevitabilmente diffusi l'uno nei territori dell'altro.
La ragione principale della somiglianza e della profonda somiglianza linguistica delle due lingue è che appartengono alla stessa famiglia linguistica e alla loro contemporanea diffusione nelle reciproche aree di influenza.
Tuttavia, come ci tiene a sottolineare Zhubal, fu il dari a dimostrarsi linguisticamente più sviluppato e avanzato. L'eloquenza, così come capienza rilevabile nei testi esistenti in dari nel periodo post-islamico chiarisce che il dari non è nato solo durante i primi due secoli dopo l'avvento dell'Islam, quindi durante l’epoca saffaride e samanide. Esisteva almeno dal III secolo d.C. e continuò a prendere ulteriore forma in mezzo ad altre lingue del periodo come il soghiano, il pahlavi khorasani e (a partire dall’ ascesa politica dei sasanidi nella regione del Khurasan) il pahlavi sasanide. Mentre sia dari che il pahlavi sasanide furono assoggettati alla conquista araba, quest'ultimo andò in declino nel territorio dell'Iran entro tre o quattro secoli dopo le conquiste musulmane e generalmente vi scomparve dopo il VI secolo dell'era islamica; il primo (cioè il dari) - ovviamente ora influenzato dalla lingua araba - prosperò invece nella regione del Khurasan e in Transoxiana, poiché molte opere, in versi e in prosa, scritte da autori colti, furono prodotte in lingua dari in queste regioni. Fu quindi in Afghanistan, "la culla della lingua dari", che il rinascimento letterario persiano post-islamico iniziò a mettere saldamente radici e si espanse al resto delle terre islamiche orientali, compreso ciò che costituisce oggi l'Iran.
ll dari è emerso anche come lingua delle scienze e delle lettere, sia nel suo luogo di origine (Afghanistan e Transoxiana) sia, sempre di più, nella regione di Fars dell'Iran dove, come si è discusso in precedenza, la prima ondata di islamizzazione aveva devastato il territorio del pahlavi “meridionale”. Al contrario, il dari non solo è sopravvissuto alle conquiste arabe, ma la sua continua fioritura ha confermato la centralità dell'Afghanistan fino al riemergere della letteratura dari dopo l'avvento dell'Islam e le conversioni islamiche della regione del Khurasan, della Transoxiana e (un poco dopo) nell’Iran attuale.
Nella concezione di Zhubal è chiaro che originalità e autenticità vanno di pari passo. Il territorio dell’attuale Afghanistan si è rivelato l’originario trampolino di lancio per la lingua e la letteratura persiana nel periodo immediatamente successivo all’avvento dell’islam. La sua geografia, costituita da regioni montuose lontane dai centri del potere islamico, le forniva anche la capacità di preservare le forme autentiche della lingua. Così il dari originale ed eloquente è emerso nelle valli dell’Afghanistan e poi si è diffuso nella regione del Fars, dove si è fuso con le lingue vicine e ha perso la sua autenticità.
L’opera di Zhubal si legge come una reazione, o più precisamente, una risposta alle opere di storiografia prodotte da studiosi iraniani o da orientalisti europei. La maggior parte di queste si basava sull’ipotesi che la storia della letteratura dovesse riflettere il progressivo dispiegarsi della coscienza collettiva di un popolo iraniano unificato, espressa nella lingua persiana a partire dal IX secolo. Per Zhubal suggerire che il persiano incarna l’Iran e la letteratura persiana è la letteratura iraniana significava affermare l’egemonia culturale iraniana, quindi identificare l’attuale Iran come unico erede del patrimonio della letteratura persiana ed escludere volontariamente l’Afghanistan dal rivendicare una parte meritevole di questo patrimonio. Ciò che sembra aver preoccupato maggiormente Zhubal è stata l’insistenza di coloro che sostenevano che la letteratura persiana fosse essenzialmente letteratura iraniana, e che i contributi letterari di aree che storicamente si trovavano al di fuori dell’attuale territorio iraniano fossero parte di quello che un tempo costituiva un territorio iraniano più vasto. Pertanto, questi territori “periferici” dovevano essere ricollegati al loro attuale “nucleo”. Rifiutando questa tesi, Zhubal si sforza dunque, in primo luogo, di indicare la centralità dei contributi afghani, sia sul piano linguistico sia in termini di produzione letteraria, e in secondo luogo, contestare la rappresentazione esclusivistica del passato letterario persiano derivante in parte da una moderna ideologia nazionalista iraniana.

## Diffusione linguisitica
L'Afghanistan è un paese multietnico e multiculturale. Nell'articolo quattro dell'attuale costituzione dell'Afghanistan (2004), vengono menzionati i seguenti gruppi etnici: Pashtun, Tagiki, Hazara, Uzbeki, Turkmeni, Beluci, Pashai, Nuristani, Aymaq, Arabi, Kirghisi, Qizilbash, Gujari, Brahui ed altre tribù. Altri gruppi etnici non vengono menzionati nella costituzione, quali i sikh e gli indù. Inoltre i palanti delle lingue pamiri non solo hanno distinzioni linguistiche, ma seguono anche l’ismailismo e quindi appartengono ad una minoranza religiosa.
Secondo "Ethnologue", il database mondiale delle lingue, il dari e il pashto meridionale sono le principali lingue dell'Afghanistan. Ethnologue ha elencato quarantuno lingue in Afghanistan.
I diversi dialetti del Dari parlati in Afghanistan possono essere suddivisi in cinque gruppi: Herati, Tajiki, Kabuli (che copre la maggior parte delle aree), Khorasani e Parsiwa.

## Fonologia
Il dari, nella variante parlata a Kabul, presenta:
- tre serie di occlusive (bilabiali, dentali e velari), sorde e sonore (/p/, /b/, /t/, d/, /k/, /g/) e un’occlusiva post velare sorda (/q/);

- due affricate prepalatali /c/ e /j/;

- sette fricative /f/ (fricativa labiodentale sorda, senza corrispondente sonora), /s/, /z/ (fricative dentali), /š/, /ž/ (fricative alveolari), /x/, /ğ/ (fricative postvelari);

- due nasali /m/, /n/;

- due liquide /l/ e /r/;

- due semivocali /w/, /y/.

Quanto alle vocali,
- sei fenomeni vocalici /i/, /e/, /æ/, /u/, /o/, /a/.

Le vocali /æ, e, u, a/ si combinano con /y/, inoltre /æ, o/ si combinano con /w/per formare i dittonghi: /æy, ey, uy, ay, æw, ow/.

## Morfologia
Le parti del discorso in dari possono essere suddivise in due grandi gruppi, a seconda che siano flesse o meno.
Parti del discorso non flesse
i. Interiezioni, spesso costituiscono brevi frasi indipendenti, esprimenti emozioni ed esclamazioni; /bæley/ “si”; /ney/ “no”.
ii. Preposizioni, precedono i nomi che regolano; /dæ/ “in”.
iii. Congiunzioni, si collocano tra o all’interno di frasi o periodi; /ya/ “o”.
iv. Avverbi, di solito terminano in /-æn/, come in /kamelæn/ “completamente”.
Parti del discorso flesse
Le parti flesse del discorso sono i sostantivi e i verbi.
SOSTANTIVI
- In dari i sostantivi formano il plurale tramite suffisso o, nel caso di prestiti linguistici arabi, tramite mutamenti interni (i cosiddetti “plurali fratti”).

AGGETTIVI
- Gli aggettivi seguono il sostantivo in costruzioni connettive con /-e/ (ezafe).

VERBI
a. Radici verbali: ogni verbo presenta due radici, una per il presente e una per il passato. In alcuni casi (verbi regolari) la radice del passato è formata dall’aggiunta di /-id/; in altri casi la radice del passato è formata dall’aggiunta di /-t/ o /-d/ alla radice; in altri ancora la relazione tra le due radici è governata da un insieme di regole morfo fonemiche o per suppletivismo.
b. Participi: il participio passato è reso tramite l’aggiunta del suffisso /-æ/alla radice del passato; /ræft-/ /ræftæ/  “andato”.
c. Desinenze verbali e prefissi: le desinenze verbali sono identiche per entrambe le radici, tranne per la seconda persona singolare dell’imperativo e la terza persona singolare del passato e dell’imperfetto.
Quanto ai prefissi sono tre: (i) il prefisso /mey-/ precede una radice presente o passata per indicare la continuazione di un’azione. /mey/ con la radice del presente, talvolta, esprime anche il futuro;(ii) /næ-/ esprime negazione; (iii) /be-/ forma l’imperativo.
d. Modo verbale: vi sono quattro modi in dari: “indicativo”, “imperativo”, “congiuntivo”, “dubitativo”
e. Tempo verbale: vi sono solo due tempi in dari, il “presente” e il “passato”.

## Differenza tra il dari e il pashto
Il pashto e il dari sono le due lingue ufficiali in Afghanistan. Il pashto è parlato da più di 13 milioni di persone, tra cui più della metà della popolazione dell’Afghanistan. Il pashto presenta due principali dialetti: il dialetto nord orientale parlato in Paktia, Jalalabad, Kabul, Maidan, Wardak e nelle province settentrionali dell’Afghanistan; il dialetto sud occidentale, parlato a Kandahar, Gereshk e Farah, ed è considerato il dialetto standard.
Il dari è parlato nella maggior parte dell’Afghanistan, sia nelle aree rurali che nelle zone di città. Kabul, la capitale, è quasi interamente abitata da parlanti dari. Il dialetto “kabuli” è parlato dalle persone istruite ed è ritenuto il dialetto standard.
Sebbene il pashto e il dari siano entrambe lingue indoiraniane, la loro stretta relazione storica va troppo indietro nel tempo per rendere l’una o l’altra lingua comprensibile a chi parla l’altra. Le somiglianze generali, tuttavia, sono utili per i parlanti dari nell’apprendimento del pashto e viceversa.
Il pashto è materia obbligatoria per i bambini di lingua dari nelle scuole afgane sin dal 1936.

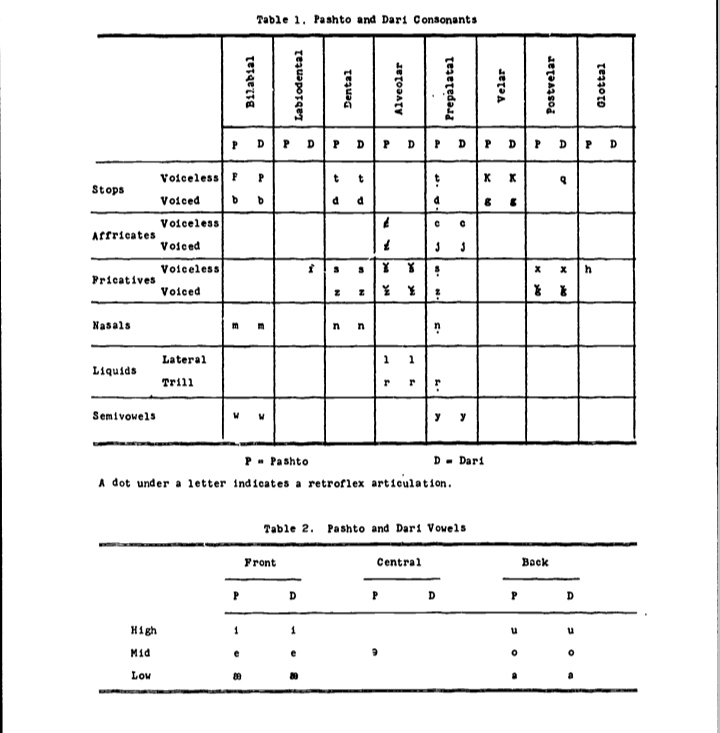
Pashto and dari consonants and vowels

·Ci sono due fonemi pashto per i quali non ci sono fonemi corrispondenti nel sistema del dari. Questi sono pashto /Ə/ e P/h/. I parlanti dari di solito sostituiscono il pashto /Ə/ con /e/ oppure /o/. La scelta dell'uno o dell'altro di questi sostituti non è prevedibile.  Il pashto /h/ di solito scompare nella pronuncia del parlante dari, ad esempio pashto “powh/ 'scuola' diventa dari /pow/.
In alcuni casi, un fonema pashto senza controparte in dari viene fuso con uno che ha una controparte nel sistema del dari:
o le prepalatali retroflesse del pashto /ṭ ḍ ṇ/ si fondono con le loro controparti dentali non retroflesse  /t d n/;
o le prepalatali retroflesse del pashto /ṣ ẓ/ si fondono con le alveolari /š ž/.
- In un caso vi sono due sostituzioni alternative per un fonema pashto. La retroflessa /ṛ/ del pashto è sostituita con /r/ o, più spesso, con /l/ in dari.

In linea di principio i problemi affrontati dal parlante dari rispetto al pashto rientrano in due tipologie. Alcuni riguardano fenomeni presenti in entrambe le lingue. Le stesse parti principali del discorso sussistono in entrambi: entrambe le lingue distinguono tra singolare e plurale nei sostantivi e nei verbi: entrambe presentano una distinzione di persone nei pronomi e nei verbi.  D’altra parte il pashto presenta alcune categorie grammaticali senza paralleli in dari, ad esempio il caso e il genere.
In entrambe le lingue i sostantivi sono flessi in base al numero, avendo forme distinte per il singolare e il plurale. Tuttavia:
o Il pashto ha una vasta gamma di forme plurali per i sostantivi e gli aggettivi che non sono presenti in dari.
o Uno dei suffissi plurali del pashto è /-an/. Il dari presenta un morfema plurale identico, anche se il suffisso /-an/ in dari è impiegato solo nello scritto.
Per quanto riguarda il genere:
o In dari non c’è genere grammaticale, presente invece in pashto.
Quanto ai casi:
o Il pashto ha un sistema di casi per i sostantivi, mentre il dari ha solo il suffisso /-ra/ che in una certa misura funziona come un indicatore di caso, ma che manca delle caratteristiche di veri e propri suffissi di caso a tutti gli effetti.
Sistema verbale
I sistemi verbali del pashto e del dari sono caratterizzati entrambi da distinzioni di modo, aspetto e tempo; l’esistenza di due radici per la maggior parte dei verbi; entrambi usano prefissi e suffissi nei loro sistemi verbali. Molte difficoltà si riscontrano, tuttavia, nelle forme, nelle funzioni e nella distribuzione dei vari elementi verbali:
o In dari il prefisso /mey-/ forma sempre l’aspetto imperfettivo, mentre in pashto è il prefisso /wƏ-/ a rendere l’aspetto imperfettivo nel presente e quello perfettivo nel passato.
o Il prefisso /ba-/, che indica il futuro in pashto, è spesso omesso dai parlanti dari, perché in dari non esiste una specifica marca del futuro in quanto tale.
o Al presente il pashto non fa distinzione tra singolare e plurale, mentre in dari vi sono due forme (singolare e plurale).
o Nella terza persona singolare e plurale il pahto mostra una distinzione di genere tra maschile e femminile al passato, mentre in dari non è presente.
Accordo
o Una caratteristica della morfologia del pashto è che il sostantivo sia vincolato da una preposizione, cioè, tutte le preposizioni richiedono che i nomi che accompagnano siano al caso obliquo, inoltre il sostantivo può essere seguito, così come essere preceduto da una preposizione. Tale caratteristica distributiva è assente in dari, dove le preposizioni possono solo precedere il sostantivo.
o Quanto all’accordo tra aggettivo e sostantivo, il pahto prevede l’accordo dell’aggettivo col numero, il caso e il genere del sostantivo (allo stesso modo il numerale e un dimostrativo). Il dari, invece, non prevede l’accordo.
Sintassi
o In alcune frasi nominali in pashto gli aggettivi precedono i nomi che modificano. In dari, nomi e avverbi che si riferiscono ad un sostantivo, seguono il nome che modificano tramite una costruzione connettiva con /-e/.

## Dibattito sulla lingua
Il dari, insieme al pashto, è diventato una lingua ufficiale in Afghanistan nella costituzione del paese del 1964. Dopo l'indipendenza l'Afghanistan ha anche mutato le sue politiche linguistiche, al fine di promuovere un'identità nazionale.
Prima della dichiarazione del pashto come lingua ufficiale, il persiano era la lingua ufficiale dell'Afghanistan. A quel tempo il persiano non era considerato una lingua di un particolare gruppo etnico piuttosto era considerato una lingua di cultura. Anche l'aristocrazia pashtun considerava il persiano una lingua di cultura. Per la prima volta Zahir Shah dichiarò il pashtu come lingua ufficiale nel 1936. Successivamente fu confermato nella costituzione del 1964. Lo status ufficiale di pashto e dari è stato nuovamente confermato nella costituzione dell'Afghanistan del 2004. Per la prima volta ufficialmente, la parola "dari" venne usata per indicare la lingua persiana (dialetto) dell'Afghanistan nella costituzione del 1964.
Sebbene il pashto e dari siano entrambe lingue ufficiali dell'Afghanistan, sono partner ineguali sotto molti aspetti. In primo luogo, il pashto è lingua identitaria di un particolare gruppo etnico, quali i pashtun, mentre il dari non è la lingua di un particolare gruppo etnico, ma molti gruppi etnici parlano il dari come prima lingua. In secondo luogo, la maggior parte delle persone la cui lingua madre è il pashto può parlare fluentemente il dari come seconda lingua, mentre molti di coloro che parlano il dari come prima lingua non hanno piena padronanza della lingua pashto. In terzo luogo, entrambe le lingue sono diverse per quanto riguarda il loro grado di standardizzazione.

## Lingua e politica
In Afghanistan, nel 1936, il sovrano emanava un decreto con cui si dichiarava lingua ufficiale del suo stato il pashto, cioè l’idioma parlato dall’etnia dominante. La lingua più diffusa tra la popolazione in Afghanistan rimaneva però il neopersiano. Di conseguenza, nella costituzione del 1964 il governo di Kabul fu costretto a tener conto di questa realtà e a dichiarare tanto il pashto che il farsi (nella sua variante dialettale dell’Afghanistan) lingue ufficiali del paese. Si continuava invece a trascurare tutte le altre lingue parlate dalle numerose minoranze.
L'emergere del nazionalismo pashtun nel ventesimo secolo ha portato alla dichiarazione del pashto come lingua ufficiale dell'Afghanistan nel 1936. Una competizione e una rivalità sono iniziate tra queste due lingue che hanno aumentato la coscienza linguistica ed etnica e successivamente hanno portato a discussioni sulle politiche di pianificazione linguistica. Il dialetto della lingua persiana parlata in Afghanistan è stato ufficialmente ribattezzato per la prima volta nella costituzione del 1964 dell'Afghanistan. Come risultato di queste rivendicazioni, entrambe le lingue hanno ottenuto lo status ufficiale nella costituzione dell'Afghanistan del 1964 e dell'attuale 2004. Entrambe queste lingue hanno svolto il loro ruolo negli sviluppi del ventesimo secolo nella politica dell'Afghanistan ed entrambe hanno influenzato diversi movimenti in Afghanistan. La questione della lingua è diventata piuttosto politicizzata in Afghanistan e questa divergenza linguistica, politicamente voluta, ha creato molti problemi etnici e di altro tipo nello stato e nella società afgana. Il conflitto tra queste due lingue è ancora in corso, anche se a livello ufficiale il governo fornisce pari status e opportunità per lo sviluppo di queste lingue.
COSTITUZIONE DELL’AFGHANISTAN (1923)
Non si fa menzione della lingua.
COSTITUZIONE DELL’AFGHANISTAN (1931)
Non si fa menzione della lingua.
COSTITUZIONE DELL’AFGHANISTAN (1964)
Articolo 3- From amongst the languages of Afghanistan, Pashtu and Dari shall be the official languages.
COSTITUZIONE DELL’AFGHANISTAN (1976)
Articolo 23- From amongst the languages of Afghanistan, Pashtu and Dari shall be the official languages.
COSTITUZIONE DELL’AFGHANISTAN (1987)
Articolo 8- Pahtu and Dari are the official languages among the national languages of the country.
Articolo 14- The state shall adopt necessary measures for the growth of culture, language and literature of the people of Afghanistan as well as preserve and develop the worthy cultural, traditional, linguistic, literary and folkloric legacy of all nationalities, clans and tribes.
Articolo 98 – The laws and resolutions of the national assembly shall be published in pashtu and dari languages and can be published in the languages of other nationalities of the country as well.
Articolo 114- The trial and judgement by the courts shall be conducted in pashtu and dari languages or in the language of the majority of the residents of the place. If a party to the case does not understand the language in which the trial is conducted, he has the right to become acquainted with the materials and documents of the case throught an interpreter and the right to address the court in his mother tounge.
COSTITUZIONE DELL’AFGHANISTAN (2004)
Articolo 16 - Fra le lingue pashto, dari, uzbeko, turkmeno, baluci, pashai, nuristani, pamiri, araba e altre lingue parlate nel Paese, il pashto e il dari sono le lingue ufficiali dello Stato. Nelle aree dove la maggior parte della popolazione parla una delle seguenti lingue: uzbeko, turkmeno, baluci, pashai, nuristani, pamiri, questa lingua, in aggiunta al pashto e al dari, è riconosciuta come terza lingua ufficiale, il cui uso è regolato dalla legge. Lo Stato adotta ed attua piani efficaci per promuovere e sviluppare tutte le lingue dell’Afghanistan. L’uso delle lingue parlate nel Paese è libero nelle pubblicazioni a mezzo stampa e nei mass media in generale. La terminologia scientifica ed amministrativa, ed il loro uso sono salvaguardati nel Paese.
Articolo 20-  L’inno nazionale dell’Afghanistan è in lingua pashto e contiene le parole “Allah è grande” così come i nomi delle tribù dell’Afghanistan.
Articolo 135- Se una delle parti in causa non conosce la lingua in cui il processo è condotto, deve esserle garantito il diritto di comprendere il materiale processuale ed i documenti relativi al caso, nonché di poter effettuare le conversazioni in tribunale nella sua lingua madre, mediante un interprete della lingua madre della parte nominati dal Tribunale.